# Marathon van Amsterdam 1996
De marathon van Amsterdam 1996 vond plaats op zondag 3 november 1996. In deze editie werd de wedstrijd voor de eerste maal in november gehouden.
Ondanks de storm werd er bij de mannen een aantrekkelijke 2:10.57 gelopen door de tot dan toe onbekende Keniaan Joseph Chebet. Bij de vrouwen was het de Russische Nadezhda Ilyina, die met haar winnende tijd van 2:34.35 veel te sterk bleek voor de concurrentie. Deze atlete zou door haar huwelijk met Ger Wijenberg enkele jaren later de Nederlandse nationaliteit verwerven.
Zowel de eerste man als de eerste vrouw ontvingen $ 25.000 aan prijzengeld.

## Uitslagen

### Mannen
| rang   | naam                | land | tijd    |
| ------ | ------------------- | ---- | ------- |
| Goud   | Joseph Chebet       | KEN  | 2:10.57 |
| Zilver | Antonio Serrano     | ESP  | 2:12.20 |
| Brons  | Joaquim Pinheiro    | POR  | 2:12.47 |
| 4      | Getaneh Tessema     | ETH  | 2:16.54 |
| 5      | Bert van Vlaanderen | ETH  | 2:17.00 |
| 6      | Henry Tum           | KEN  | 2:21.39 |
| 7      | Juan Carlos Montero | ESP  | 2:22.21 |
| 8      | Daniel Mutai        | KEN  | 2:22.31 |
| 9      | John Vermeule       | NED  | 2:23.59 |
| 10     | Marti ten Kate      | NED  | 2:24.32 |

### Vrouwen
| rang   | naam               | land | tijd    |
| ------ | ------------------ | ---- | ------- |
| Goud   | Nadezhda Ilyina    | RUS  | 2:34.35 |
| Zilver | Martha Ernstdóttir | ISL  | 2:39.33 |
| Brons  | Janina Malska      | POL  | 2:43.28 |

1975 ·
1976 ·
1977 ·
1978 ·
1979 ·
1980 ·
1981 ·
1982 ·
1983 ·
1984 ·
1985 ·
1986 ·
1987 ·
1988 ·
1989 ·
1990 ·
1991 ·
1992 ·
1993 ·
1994 ·
1995 ·
1996 ·
1997 ·
1998 ·
1999 ·
2000 ·
2001 ·
2002 ·
2003 ·
2004 ·
2005 ·
2006 ·
2007 ·
2008 ·
2009 ·
2010 ·
2011 ·
2012 ·
2013 ·
2014 ·
2015 ·
2016 ·
2017 ·
2018 ·
2019 ·
2020 ·
2021 ·
2022 ·
2023 ·
2024 ·
2025